# Csillagkapu (eszköz)

A csillagkapu

A csillagkapu, vagy több idegen faj nyelvén "chapai" egy nagy, gyűrű alakú eszköz a Csillagkapu univerzumában, fejlett technológiát használ szinte azonnali utazáshoz az űr távoli pontjai között. Ezeket az eszközöket először a Roland Emmerich által rendezett Csillagkapu című filmben, majd a Csillagkapu, a Csillagkapu: Atlantisz, a Stargate Universe és a Stargate Infinity című sorozatokban lehetett látni. A csillagkapu ezen sorozatok cselekményének középpontjában áll, egy kisebb, főszereplőkből álló csapattal együtt, akik más bolygókat derítenek fel, és idegen fajokkal találkoznak.
A csillagkapukon kilenc ékzár van, amelyből hetet használnak a galaxison belüli utazásra. A nyolcadik ékzárat először a második évadban, az Asgard fajjal való első kapcsolatfelvételkor használja Jack O’Neill az Ősök tudásának birtokában, később pedig Csillagkapu: Atlantiszban használják a galaxisok közötti utazásra. A kilencedik ékzár a Destiny nevű ős űrhajó elérésére szolgál, ennek használatához viszont mérhetetlenül sok energia és egy kód szükséges (a kód a hajó nyolcszimbólumos címe és a Föld jele). Ezt a tárcsázási funkciót a Stargate Universe-ben használták első ízben. Az ékzárak egyenlően vannak elosztva a kapu szélén, és 39 szimbólum található a belső gyűrűn. Általában 6,7 méter az átmérőjük, súlyuk kb. 29 tonna (64 000 lbs) és a naqahdah nevű kitalált nehézfémből készültek. A legtöbb kapu függőlegesen áll.
A sorozat története szerint a kapuk készítői az Ősök néven ismert idegen faj, akik évmilliókkal ezelőtt rengeteg bolygón és holdon elhelyezték el őket szerte a Tejútrendszerben és más galaxisokban. Teal’c azt állította, hogy ezen világok közül a Goa’uld később sokat terraformált. Közösen ezeket „Csillagkapu hálózatnak” hívják, mivel megkönnyíti az utazást a bolygók között. A Csillagkapu cselekménye valójában akkor kezdődik, mikor az Egyesült Államok Légiereje rájön, hogyan használja a Földön felfedezett szerkezetet, és elkezdi felderíteni a galaxist a használatával. Habár csillagkapuk sok bolygón megtalálhatóak, a fajok, melyekkel találkoznak rendkívül kezdetlegesek, és számukra a kapu nem több, mint szent vagy félelmetes ereklye, bizonyíték erre az általuk használt „Istenek gyűrűje” és a „Sötétség köre” kifejezések.

## Az ötlet eredete
A csillagkapu ötletét az eredeti film írói, Dean Devlin és Roland Emmerich találták ki. Hasonló eszközök már voltak előző művekben is, de a csillagkapu elképzelése egészen eredeti. A név logikus választás volt ("kapu a csillagokba"), de ennek hatására később a Star Trek-hez és Star Wars-hoz hasonlították, azonban ezeknek nincs köze hozzá. Az ötletet a későbbiekben a Csillagkapu sorozat készítői, Brad Wright és Jonathan Glassner fejlesztette tovább.
A csillagkapu működése nagyrészt az elméleti fizikán alapul, részben a fekete lyukakon és a féregjáratokon. A féregjárat a téridő görbülete, amely az űr "hajlítását" idézi elő, valószínűleg rövidebb utat biztosítva két pont között ezáltal. Habár ezek valójában is létezhetnek, kevesen hiszik azt, hogy az ehhez hasonló jelenségek biztonságos emberi utazást tehetnek lehetővé, mivel létrehozásukhoz rengeteg gravitációra van szükség, ami megölné a lehetséges utasokat. Ezt a problémát a csillagkapu, az utazó részecskékre bontásával hidalja át.
Az utazók kapujának ötlete gyakran megjelenik a fantasy és a sci-fi történetében is, gyakran hasonló alakot öltve: egy szabályos vagy szabálytalan, zárt geometriai formájú eszköz vagy egy mágikus tárgy vízhez hasonló, hullámzó tócsával kitöltve, amely a két hely közötti határt jelképezi (lásd lentebb: általános szemlélet). A csillagkapu is ezen az elképzelésen alapul, a mai technológia minden lehetséges módszerével megmagyarázva.

## Működés

A kép a működést szemlélteti. A 6 koordináta-pont egyértelműen megadja a cél elhelyezkedését, míg a fennmaradó 1 (a hetedik) a kiindulási pontot jelöli

A Csillagkapu című film csak felületesen írta le, hogyan működik a szerkezet, de a későbbi műsorok részletesen belemennek a magyarázatába. A Csillagkapu sorozatban elmondják, hogy a kapu célpontja nincs meghatározva, a tárcsázás nevű folyamat során választódik ki. Miután az utazó kiválasztotta a célt, a kapu féregjáratot készít maga és a kiegészítő eszköz között, amit a tárcsázó oldalon lévő kapu lát el energiával. A tárgyak vagy emberek a kapuk közötti utazás közben elemi összetevőikre esnek, majd átmennek a féregjáraton, és a másik oldalon helyreállnak. A működés feltételezi a - mai kvantumfizika alaptörvényének számító - bizonytalansági elven túlmutató törvény létét.

### Tárcsázás
Minden helynek, amely rendelkezik csillagkapuval, van egy saját, egyedi címe, amely hat vagy több, nem ismétlődő szimbólumból áll, ezek a tárcsázó csillagkapun megjelennek. Ezen szimbólumok helyes sorrendben való tárcsázásával az utazó kiválasztja a célt.
A műsorban megegyező a tárcsázás folyamata, ez magába foglalja egyedi szimbólumok társítását a belső gyűrűről legalább hét ékzárral a külső részéről. A fő "cím" tárcsázódik először, ezt követi a kapu eredetszimbóluma, ami a címsor végét jelenti. Ahogy minden egyes szimbólum tárcsázva lett, azt mondjuk, hogy az ékzár kódolva és ezt általában világosodás vagy mozgás követi. Az utolsó szimbólum tárcsázása és az ékzár kódolása után a féregjárat megnyílik. Ha a cím hibás vagy nem felelnek meg egy létező vagy működő csillagkapunak, az utolsó ékzár nem kódolódik, és az összes többi lekapcsol.

### Címek
A címek létrehozásához használt szimbólumok a konstellációk képei. Hat konstelláció azonosításával az űrben egyetlen pontot lehet kivetíteni, amely meghatározza a kívánt célt. A történet szerint ez elegendő a galaxisban található bármelyik csillagkapu tárcsázásához. A tárcsázott szimbólumok gyakran "koordinátákként" vannak azonosítva, és rendezett szövegként írják; például az Abydos címe: .
A nyolc szimbólumból álló címek Az ötödik faj című részben lettek bemutatva, ezek a különböző galaxisban található csillagkapuk összekötésére valók. A nyolcadik szimbólum úgy működik, mint egy "körzeti hívószám". Stabil féregjárat létrehozásához lényegesen több energia kell – sokkal több, mint amennyit egy átlagos tárcsázás nyújthat. Ezt többféleképpen is elő lehet állítani, általában ZPM-et használnak.
Kilenc szimbólumú címeket még sohasem tárcsáztak, de a "Stargate: Universe" című harmadik sorozatban jelent meg (2009. október 2.). Az ősök régen két hatalmas csillaghajót küldtek el az univerzum egy ősöreg szegletébe: az első hajó járt elöl, ugyanis ez gyártotta és rakta le az új Csillagkapukat az idegen világokra; majd ezt követte a második hajó, amelynek legénysége a felderítést végezte. A felderítők a Csillagkapuk 9. ékzára segítségével juthattak vissza az űrhajójukra. A nyolcadik és a kilencedik ékzár olyan ritkán használt, hogy azok gyakran a kaput tartó kőtalapzatba vannak ágyazva. Emiatt sokat azt hiszik, hogy a kapun csak hét ékzár van.
7 db ékzár használatával egy kapuról elméletileg 1 987 690 320 cím tárcsázható (kézzel vagy más külső eszközzel), de az eredeti tárcsázón a 39-ből csak 38 szimbólum szerepel (amiből egy a kapu eredetszimbóluma) így a variációk száma csak 1 673 844 480.
A kapuk címe 6 külső pont fizikai helyéből adódik (a referenciapontokat jelöli a 38 szimbólum), tehát a valódi célok szempontjából a cím első hat elemének sorrendje közömbös (vagy ugyanazt a kaput nyitja meg, vagy nem hoz létre féregjáratot), a 7 szimbólummal címezhető kapuk száma tehát:
{\displaystyle {\frac {1673844480}{6!}}=2324784}

### DHD
A sorozatokban többféle módszer létezik, melyekkel kaput lehet tárcsázni, a legáltalánosabb a DHD használata. A rajta lévő gombok jelképezik a csillagkapu szélén levő szimbólumokat, megnyomásukkal az utazó létrehozza a címet. A középen levő félgömb Enter gombként szolgál, vele lehet aktiválni egy csillagkaput, miután a cél már tárcsázva lett. A Tejútrendszerben a DHD-k a 39-ből csak 38 szimbólumot tartalmaznak, ami azt jelenti, hogy mindig van egy hiányzó, ami nem a helyszín eredetét kifejező szimbólum. Az megerősített, hogy a hiányzó szimbólum számos DHD-n különbözik, függően attól, hogy a csillagkapu hogyan van elhelyezve az adott bolygón. A szimbólum, amely a csillagkapu talapzata alá van rejtve, nem látható a két ékzárral együtt, és nem tárcsázható a DHD-vel. Ez azt jelenti, hogy a galaxis egyes részeiről csak bizonyos címeket lehet tárcsázni. Az egyetlen mód az összes lehetséges cím tárcsázására a kapu kézi tárcsázása, vagy egy alternatív tárcsázó használata, mint például a CSKP-n.
A sorozat tisztázza, hogy eredetileg minden csillagkapu rendelkezett saját DHD-vel, a kapu előtt elhelyezve. Az idők folyamán azonban néhány DHD megsérült vagy elveszett. Ez számos nehézség okozója a főszereplők számára, mivel az olyan csillagkapuk tárcsázása, amely nem rendelkezik DHD-vel, még mindig lehetséges, de ez azt jelenti, hogy a hazatárcsázás már sokkal nehezebb, vagy egyáltalán nem is sikerül. A CSK-csapatokat megelőző MALP-ok egyik fő funkciója, hogy megerősítse a DHD létezését.

### A féregjárat
Miután egy címet tárcsáztak, a kapu létrehozza a stabil féregjáratot maga és a tárcsázott kapu között. A készítési folyamatot nagy pontossággal ábrázolták, és ezért ez lett a Csillagkapu film fő motívuma, néha pedig a Csillagkapu sorozat és a Csillagkapu: Atlantisz főcímében is. Bemutatja a „víztócsa” készítését, ami kb. 2 másodpercig tart, és a bizonytalan energiaörvény kidobásával fejeződik be, ezt hívják kawoosh-nak, a vízáradathoz vagy a higanyhoz való hasonlósága miatt. A kawoosh-t a csillagkapu erejeként írják le, általában félelemmel tölti el a karaktereket, ez áthat a film és a sorozat közönségére. A kawoosh nyom nélkül megsemmisít mindent, ami az útjába kerül. Képes üreget vágni a jégbe. vagy a földbe is – és ugyanezt a tulajdonságát a Jaffák olykor hamvasztási szertartáshoz használják fel.
A féregjáratok ereje kizárólag a kiindulási pontból származik (például a tárcsázó csillagkapu energiaforrása). A Samantha Carter által felfedezett tudományterületnek, a féregjáratok fizikájának egyik alapigazsága, hogy a másik végén létrehozott rendkívül nagy mennyiségű energia nélkül egy féregjárat csak 38 percig tartható fenn.
A csillagkapu valóságos kapuja a gyűrűkön belül található, ha megfelelő címet tárcsáztak. Megjelenésében egy, a kapu helyzetével megegyező irányú víztócsa, melyet eseményhorizontnak hívnak. Valóságban az eseményhorizont a fekete lyukak felszíne, amelyen keresztül az állítólagos féregjáratba lehet jutni; a csillagkapu különlegessége a téridő eltorzítása a fekete lyuk gravitációs hatása nélkül. A tócsán látható hullámzást az eseményhorizonton való ingadozásokként írják le. Ebbe a tócsába be lehet lépni (általában csobbanáshoz hasonló hang kíséri), és az utazó egy hasonlóból lép ki a célkapunál.
A műsor elég zavaros a féregjáraton történő utazás ábrázolásában, néha azonnali, máskor 20 másodpercig is tarthat, leggyakrabban 3 másodperc hosszú. A folyamatot általában az űrben lévő alagútban való utazás vizuális effektje kíséri, és nincs tisztázva, hogy ez az, amit az utazó lát, vagy egyszerűen csak a látvány miatt van. Az első változat, ami technikailag lehetetlen (mivel az utazó szeme a teste többi részével együtt atomjaira van szedve), gyakran megjelenik a sorozatban, az új utazók általában remegve jönnek ki a kapuból, mintha hullámvasúton lettek volna.

## Fizikája
Ahogy a kitalált Csillagkapu univerzumból megtudtuk, a féregjáratok fizikája egy olyan tudományos ág, ami a csillagkapuk és a féregjáratok használatát és tulajdonságait tanulmányozza. Samantha Carter tanulmányozta, és a csillagkapu utazások során könyvet is írt róla.
- A leghosszabb idő amíg a féregjáratot nyitva lehet tartani 38 perc. Ez az idő kibővülhet magas fokú energia jelenlétében. A féregjárat 38 percnél hosszabb ideig is nyitva maradhat ha időtorzítás miatt az idő lassabban telik a féregjárat fogadó felén.
- A féregjáratban utazó anyag visszanyeri fizikai formáját amikor elhagyja a féregjáratot. Normális esetben akármi, ami a féregjáratban utazik, ugyanazzal a sebességgel kerül ki belőle mint amivel elindult.
- Az írisz egy olyan eszköz, mely három mikrométerre az esemény horizonttól nem engedi meg, hogy az anyag újra összeálljon, és ezzel megakadályozza az utazók kilépését a féregjáratból.
- A féregjáraton keresztüli utazás egyirányú. Minden ami rossz irányból lép be a féregjáratba, megszűnik létezni.
- Egyes sugárzások mint például a rádió sugarak, mind a két irányba utazhatnak a féregjáraton keresztül.
- Az energia a féregjárat fenntartásához, a féregjárat mind két oldaláról jöhet. Az energia a féregjárat létrehozásához csak a tárcsázó kaputól érkezhet.
- A gravitációs erő mindkét oldalról hatással lehet a féregjáratra.
- A „Hullámhatás” című epizódban Samantha Carter azt állította, hogy az átlagos utazási idő 0,3 másodperc, ami ellentmond az „Istenek gyermekei” és más epizódoknak, ahol az átlagos utazási idő 5-6 másodperc. Egy lehetséges magyarázata ennek hogy a 0,3 másodperc a csillagközi utazásra utalt, ami a lebontás–felépítés folyamattal együtt 5-6 másodperc.
- A DHD használható az esemény horizont létrehozására, féregjárat nélkül is. („48 óra”)
- Ha a kimenő féregjárat erős gravitációs erővel rendelkezik, akkor lehetséges hogy nem a tárcsázott kapuhoz kapcsolódik.
- Abban az esetben ha a gravitációs erők ugyanarra a kapura irányítják vissza a féregjáratot, akkor a féregjárat egy másik időpontba ugrik. ( „1969”, „2010” )
- Az instabil örvény („kawoosh”) minden hozzá érő anyagot megsemmisít.
- Ha egy elég erős anyag blokkolja az esemény horizont helyét, akkor a féregjárat nem jön létre, nem lehet kifelé tárcsázni és a kapu nem tud bejövő féregjáratot fogadni.(„48 óra”)

## Bonyolultabb működés
A Csillagkapuban és a Csillagkapu: Atlantiszban is megjelenik a kapuk bonyolult oldala, ami érdekes történetekhez vezet. Ezek közül némelyik a csillagkapu beépített funkciójaként jelenik meg.

### Másodlagos kapuk
Néhány bolygó rendelkezik másodlagos vagy tartalék kapukkal. Ezek alapesetben inaktívak, ezáltal az elsődleges kapuk fogadnak minden bejövő féregjáratot. Ha a csillagkapu energiatöbbletet kap, miközben egy aktív féregjárat nyitva van, a féregjárat másik vége automatikusan átugrik a hálózatban legközelebb lévő kapuhoz. Ha egy bolygón két kapu van, az inaktívat tartalékként használják.
A DHD felelős a csillagkapu elsődleges vagy másodlagos állapotának meghatározásáért. Az oroszok a másodlagos kapu használatakor a DHD segítségével képesek voltak visszahozni a saját csapataikat az amerikai csillagkapu (CSKP) féregjárat fogadásainak felülírásával.

### Erősség
A csillagkapuk rendkívül ellenállóak a rombolások és a támadásokkal szemben: egyik esetben meteortámadást vészelt át, egy másik kapu pedig még mindig képes volt féregjáratot létrehozni, miközben a bolygó egy újonnan kialakult fekete lyuk közelében volt. A Csillagkapu negyedik évadjában található Láncreakció című részben a CSKP naquahdah-tartalmú atombombát küldött egy naquadah-val fedett bolygóra; a robbanás az egész bolygót elpusztította, a kapu viszont még ekkor is nyitva maradt.
A kilencedik évadban az Egyesült Államok kifejleszt egy naqahdriah tartalmú "Kapuromboló" bombát, amely elméletileg képes elpusztítani a csillagkaput (Mark IX). Első használatakor nem járt sikerrel, bár ennek rengeteg más oka lehetett, például az, hogy a mellette álló hírnök kiterjesztette a kapura a személyes pajzsát (ez azért is valószínű, mert a bomba robbanása előtt látszott, hogy az egyén "kapaszkodott" a kapuba).
Voltak esetek, mikor egy csillagkapu elpusztult. Anúbisz az Ősök egyik energiafegyverét használva semmisítette meg a CSKP antarktiszi, egy saját készítésű fegyverrel pedig az Abydos-i kaput.

### Kivételek
Normál körülmények között egy féregjárat valamivel több mint 38 percig maradhat fenn. Ennek ellenére négy alkalommal is megbukott ez a szabály. Az első alkalommal a földi kapu egy fekete lyuk közelében lévő kaput tárcsázott. A második eset akkor történt, mikor egy a tárcsázott bolygón lévő vízszerű energiatermelő életforma táplálta a kaput, míg az oroszok átküldött kutatójárművével meg nem szakadt a rádiókapcsolat. Harmadjára az Anubisz által használt Ős-technológiával lassan, de folyamatosan energiával látta el a kaput, ami ezáltal nyitva maradt és felrobbant, negyedszer pedig az Ori ismeretlen módon több mint 2 napig tartotta nyitva az egyik jaffa bolygó kapuját amikor az első hídfőállását próbálta kiépíteni.

### Más használatok
A sorozatok számos epizódjában a csillagkapu-hálózatot másra is használták, mint egyszerű bolygóközi utazásra. Ezeket a képességeket a történetekben szinte mindig véletlenül fedezték fel, mivel nem szerepeltek a kapuk terveiben. Két esetben lehetett látni a hatását az időre: az 1969 című epizódban, melyben a féregjárat egy napkitörésen halad át, ezáltal a CSK-1 véletlenül visszamegy 1969-be. A 2010 című részben Samantha Carter ezt a jelenséget használja ki: fejlett technológia segítségével előre megjósolja a kitörés idejét, hogy üzenetet küldhessen vissza a múltba. Az Egy apró lehetőség című részben is fontos tényező az idő. Egy tudós az Ősök által készített, ám hibás időgépet használ 14 kapu elszigetelésére a tér-idő kontinuum többi részétől, időhurkot okozva.
Számos részben a CSKP által használt tárcsázó program okozott majdnem katasztrófát. A Vörös égbolt című részben egy rendszerhiba figyelmen kívül hagyása miatt egy csillagba plutóniumot juttattak, instabillá változtatva azt. A Hullámhatás című részben a féregjárat fekete lyukon való áthaladása utat nyitott alternatív valóságok között.
Később a csillagkapu azon képességére is fény derült, hogy képes egyszerre tárcsázni a hálózat összes többi tagját. Ez lehetővé tette például a dakarai szuperfegyver egész galaxisra kiterjedő használatát, ahogyan a Leszámolás című részben láthattuk. Az nem ismeretes, hogy mi történik az anyaggal, amely áthalad több célponttal összekötött kapu eseményhorizontján.
A sorozatban többször használták pusztításra a kialakuló eseményhorizont instabil örvényét. 
- Hamvasztáshoz hasonló eljárást valósítottak meg harcban elesett katonáknak történő búcsúztatás után
- O’Neill ezredes egy goaul'd fejét az eseményhorizontba tartotta, és lekapcsoltatta a kaput, hogy el tudja pusztítani
- Az elsőként megsemmisített Ori csatahajót - amelyet addig egyetlen más eszközzel sem tudtak megsemmisíteni - egy szuperkapu instabil örvényével bontottak le.
- Az Atlantison, a várost elfoglaló hibridek ugróját semmisítették meg a megnyíló kapuval.

## Földi kapuk

### Alfa kapu
Az Alfa kapu az első kapu, melyet a Földön fedeztek fel Gízában. Ez valójában a második földi kapu volt, mert az Antarktiszon talált ún. Béta kapu volt az, melyet az Ősök a bolygóra hoztak, amikor benépesítették.
Nagyjából 10.000 évvel ezelőtt a legfőbb rendszerúr, Ré a Földre érkezett, és Gízába, Egyiptomba küldte a csillagkaput, hogy azon keresztül szállítson rabszolgákat Abydosra. Azonban kb. 5.000 évvel ezelőtt az ősi egyiptomiak sikeresen fellázadtak Ré ellen, és megfutamították. A kaput ezután eltemették, és nem is került elő egészen 1928-ig, amikor Paul Langford professzor és expedíciója ki nem ásta Gíza közelében. A kapu 1939-ig Egyiptomban maradt. Mivel akkor még nem jöttek rá, mire való, attól tartottak, valamiféle fegyver, és nem akarták, hogy a nácik rátegyék a kezüket, főleg hogy éppen a második világháború küszöbén voltak. A kaput az Achilles nevű szállítóhajón vitték Egyiptomból az Egyesült Államokba.
1945-ben Langford professzor és az Amerikai Légierő folytatták a kapu vizsgálatát abban a reményben, hogy esetleg valóban egy fegyver. Sikerült is aktiválniuk, majd a kutatást lezárták a kapun át eltűnt Ernest Littlefield miatt. Ernest valójában sikeresen átért a kapu túloldalára, és ott is rekedt egészen 1997-ig, amikor a CSK-1 megmentette.
1969-ben a kaput Washingtonban tárolták.
1994-ben doktor Daniel Jackson felfedezte a kapu eredetszimbólumát és ezáltal a működési elvét, így a csapat tagjává vált, mely Jack O’Neill ezredes vezetésével az Abydos nevű bolygóra indult.
A küldetés után a kaput a Cheyenne-hegység alatti katonai bázisra szállították, és érintetlenül tárolták ott 1997-ig, amikor Apófisz támadása bekövetkezett. Ekkor indult be a Csillagkapu Program, melynek központja a hegy mélyén működő Csillagkapu Parancsnokság lett. Az általában négytagú CSK csapatok arra használták a kaput, hogy harcoljanak a Goa’uldok ellen.
Az Alfa kaput három éven át használták. Ekkor a Replikátorok elfoglalták az Asgardok egy űrhajóját, a CSK-1 felsugározta a kaput a hajóra, így ők el tudtak menekülni a hajóról, ami megbénított fékezőrendszere miatt a Csendes-óceánba zuhant. A kapu túlélte a robbanást, és az oroszok megtalálták és felhozták az óceán fenekéről, majd saját Csillagkapu Programot indítottak vele, míg a Víz alatt című epizódban bajba nem kerültek. A CSK-1 segített az orosz bázis problémájának megoldásában, ezután az ő programjukat le is zárták.
Később, amikor az időközben a CSKP által használt Béta kaput Anubisz elpusztította, a programban való részvételért és némi pénzért cserébe a CSKP visszakapta az Alfa kaput. Végül a kaput elcserélték, az oroszok megkapták a Korolev nevű, 304-es szériájú csatahajót.

### Béta kapu
A Béta kapu volt a második csillagkapu, amit a Földön találtak az Antarktiszon. Valójában ez volt az eredeti földi kapu, melyet az Ősök hoztak a Földre, amikor benépesítették, majd itt hagyták, amikor Atlantisszal elhagyták a galaxisunkat.
A kapura véletlenül bukkant rá Jack O’Neill és Samantha Carter, amikor egy energia-túltöltődés miatt a CSKP-ra nyitott féregjárat átugrott egy másik, az eredeti kapuhoz legközelebb lévő csillagkapura, és ők ketten az Antarktiszon találták magukat.
A kaput ezután elvitték az Antarktiszról az 51-es körzetbe és becsomagolva elraktározták. Később megvádolták a CSKP embereit, hogy ellopták a Próbakövet a PX7-941-ről, Carter pedig rájött, hogy ez csakis a Béta kapun keresztül történhetett. A CSK-1 az 51-es körzetbe utazott, hogy ellenőrizzék, hogy a kapu még mindig a raktárban van-e, és észrevették, hogy kicserélték azt egy műanyag másolatra. A valódi kaput végül sikerült megtalálniuk és visszavinni a raktárba.
Később a Béta kapu tanulmányozása során rájöttek, hogy a Tejút egyik legrégebbi kapuja lehet, akár több mint 50 millió éves. Ez azt jelentette, hogy a Föld az egyik legelső bolygó volt, amit az Ősök népesítettek be, bár Samantha Carter szerint a legelső földi kaput akár el is vihették a galaxis bármely másik bolygójára.
Ezután a Béta kapu egészen addig a raktárban állt, míg a CSK-1 az Alfa kaput Thor űrhajójára nem sugározta menekülési útvonalként, majd az űrhajóval együtt a Csendes-óceánba zuhant. Ekkor a Béta kaput a CSKP-ra vitték és üzembe helyezték.
Később a kaput Anubisz elpusztította.

### Érdekesség
Hosszú ideig fennálló forgatási hiba történt, amikor a 4-5. évadban az antarktiszi kapu (Béta kapu) helyettesítette az Alfa kaput. A két kapunál eltérő a kiindulópont szimbólum, a 4-5. évadban mégis a már megszokott szimbólummal láthattuk a kaput.
|  |  |